# MTORC2
ｍTORC2（mechanistic/mammalian target of rapamycin complex 2）、セリン/スレオニンキナーゼmTORによって形成される、短期的にはラパマイシンに対して非感受性のタンパク質複合体であり、細胞増殖や生存、遊走、細胞骨格の再編成を調節する。触媒サブユニットであるmTORのほか、DEPTOR、mLST8（GβL）、TT1/TEL2複合体はmTORC1とmTORC2で共通しているが、RICTOR、mSIN1、PROTOR1/2はmTORC2にのみみられる。RICTORは基質がmTORC2へ結合するための足場タンパク質となることが示されている。

## 機能
mTORC1と比較してmTORC2の理解は進んではいないものの、Aktの活性化を介して成長因子への応答や細胞代謝、生存の調節に関与していることが示されている。成長因子によるmTORC2の活性化は、PI3K依存的なmTORC2-リボソーム間結合の促進によって行われている。また、mTORC2はストレスファイバー、パキシリン、RhoA、Rac1、Cdc42、PKCαの刺激を介してアクチン細胞骨格の組織化の重要な調節因子としての役割も果たしている。
ｍTORC2は細胞の増殖や代謝を調節するが、その一部はIGF-1受容体、インスリン受容体、Akt/PKB、SGK1の調節を介して行われている。mTORC2はAktのセリン473番、加えてセリン450番をリン酸化する。これらセリン残基のリン酸化はPDK1によるAktのスレオニン308番のリン酸化を刺激し、その結果Aktは完全な活性化状態となる。クルクミンはこのセリン残基のリン酸化を阻害する。ｍTORC2の活性はオートファジー（マクロオートファジーやシャペロン介在性オートファジー）の調節への関与も示唆されている。さらに、mTORC2はチロシンキナーゼ活性も有し、IGF-1受容体やインスリン受容体のそれぞれチロシン1131/1136番、チロシン1146/1151番残基をリン酸化し、完全に活性化状態を引き起こす。
細胞内におけるmTORC2の正確な局在は未解明である。一部の研究ではその活性に基づいてミトコンドリアなどの内膜系がmTORC2の局在部位となっている可能性を示唆しており、他の研究ではさらに細胞膜にも位置している可能性が示唆されているが、これはAktへの結合によるものである可能性もある。実際の細胞内においてこれらの膜上でmTORC2の活性が示されるかどうか、そしてこうした局在がmTORC2の基質のリン酸化に寄与しているかどうかは明らかではない。
神経細胞や好中球では、mTORC2はアクチン重合を促進する。mTORC2が減少したマウスは、シナプス可塑性や記憶の欠陥を示す。

## 調節とシグナル伝達
ｍTORC2はインスリン、成長因子、血清によって調節されているようである。主に栄養素によって刺激されるｍTORC1とは対照的に、TORC2は主に成長因子によって刺激される。mTORC2はもともとラパマイシン非感受性のmTOR複合体として同定され、ラパマイシンへの短期曝露はmTORC2の活性やAktのリン酸化に影響を及ぼさない。しかしながらその後の研究により、少なくとも一部の細胞株では、ラパマイシンへの慢性曝露は既存のmTORC2には影響を及ぼさないものの、ラパマイシンによって遊離mTOR分子の阻害が促進されることで新たなmTORC2の形成が阻害されることが示されている。実際にin vivoではがん細胞と肝臓・脂肪など正常組織の双方において、ラパマイシンの長期投与によってmTORC2は阻害される。また、mTORC2阻害の研究にはTorin 1が利用される場合もある。

### 上流のシグナル伝達
PI3Kによって調節される他のタンパク質と同様に、mTORC2のｍSin1と呼ばれるサブユニットにはホスホイノシチドを結合するPHドメインが含まれている。このドメインはmTORC2活性のインスリン依存的調節に重要であり、インスリン非存在下でmTORC2の触媒活性を阻害する。この自己阻害はPI3Kによって細胞膜に生成されたPIP3へ結合することで解除される。また、mSin1サブユニットがAktによってリン酸化されることでもmTORC2は活性化される。このことは、Aktの部分的活性化によってmTORC2の活性化が刺激され、その後mTORC2がAktをリン酸化することでAktが完全な活性化状態となるという、ポジティブフィードバックループの存在を示している。
また、mTORC2シグナルはmTORC1によっても調節されているが、それはmTORC1とインスリン/PI3Kシグナルとの間にネガティブフィードバックループが存在するためである。AktやmTORC2の上流に位置するインスリン受容体やIGF-1受容体シグナルの負の調節因子であるGrb10は、mTORC1によってリン酸化されて活性化される。さらに、Ric-8Bや一部の脂質代謝産物などGタンパク質シグナル伝達の構成要素もｍTORC2活性の重要な調節因子であることが明らかにされている。

### 下流のシグナル伝達
ｍTORC2は、AGC（PKA/PKG/PKC）プロテインキナーゼファミリーのいくつかのメンバーをリン酸化することで、細胞の生存と増殖を制御する。ｍTORC2はPKCαを介してアクチン骨格を調節するが、細胞遊走や細胞骨格再編成にさまざまな調節機能を有するPKCファミリーの他のメンバーもリン酸化することができる。mTORC2は、PI3Kが活性化された際の下流の重要なシグナル伝達因子であるAktのリン酸化と活性化に重要な役割を果たしており、またSGK1、PKC、ヒストン脱アセチル化酵素のリン酸化にも重要である。

## 疾患における役割
mTORC2は代謝調節に重要な役割を果たしているためｌ、ヒトの多くの病理と関連している。mTORC2を含むmTORシグナルの調節異常はインスリンシグナルの伝達に影響を及ぼし、インスリンの生物学的機能が破綻することで2型糖尿病などの代謝異常が引き起こされる場合がある。またヒトの多くの種類のがんにおいて、mTORC2のコア構成要素の遺伝子の変異や異常な増幅によるmTORC2の過剰な活性化が高頻度で観察される。代謝レベルでは、がん細胞におけるmTORC2の活性化はグルコース代謝の変化に関連した過程を刺激し、こうした変化はワールブルク効果として知られている。mTORC2を介したリポジェネシスは、グリセロリン脂質やスフィンゴ脂質の合成刺激を介して肝細胞がんの発がんプロモーションと関連している。
mTORC2は短期的にはラパマイシンに対して非感受性であるが、長期的なラパマイシン処理はmTORC2シグナル伝達を抑制し、インスリン抵抗性や耐糖能異常を引き起こす。一方、キイロショウジョウバエではｍTORC1/2二重阻害剤であるTorin1の飼料投与は妊孕性の低下をもたらすことなく寿命を伸長し、またマウスではmTORC2の下流の標的であるAktのハプロ不全によって寿命が伸長することが示されている。
mTORC2経路は肺線維症の発症に重要な役割を果たしており、サパニセルチブ（MLN-0128）などの活性部位阻害剤はこの疾患や同様の線維性肺疾患の治療に有用である可能性がある。
mTORC2の慢性的活性化によってリソソームの機能は損なわれ、この過程は全身性エリテマトーデスと関係している可能性がある。
Rictorの組織特異的喪失、すなわちmTORC2の組織特異的不活性化を行ったマウスを用いた研究では、mTORC2がグルコース恒常性の調節に重要な役割を果たしていることが発見されている。Rictor遺伝子の肝特異的欠失によるmTORC2の肝特異的喪失によって、グルコース不耐、肝臓のインスリン抵抗性、肝臓におけるリポジェネシスの低下、オスの寿命の短縮が引き起こされる。同様のRictor欠失によるmTORC2の脂肪細胞特異的喪失では、若齢マウスは高脂肪食の影響からの保護効果がみられるが、老齢マウスは脂肪肝とインスリン抵抗性が引き起こされる。骨格筋におけるRictor欠失によるmTORC2の喪失は、インスリン刺激によるグルコース取り込みの低下、そしてインスリン抵抗性に対するmTOR阻害剤の作用への抵抗性を引き起こし、骨格筋におけるグルコース恒常性の調節にmTORが重要な役割を果たしていることが強調される。膵臓β細胞におけるRictor欠失によるmTORC2の喪失は、β細胞の細胞量やインスリン分泌の低下、そして高血糖症と耐糖能異常を引き起こす。マウスの視床下部におけるmTORC2の活性は年齢とともに低下し、視床下部の神経細胞でのRictorの欠失は肥満、フレイル、寿命の短縮を促進する。